# Ascorhynchus cactoides
Ascorhynchus cactoides is een zeespin uit de familie Ascorhynchidae. De soort behoort tot het geslacht Ascorhynchus. Ascorhynchus cactoides werd in 1954 voor het eerst wetenschappelijk beschreven door Stock. 